# 周光辉
周光辉（1955年—），吉林大学行政学院政治学专业教授、社会公正与政府治理研究中心、国家治理协同创新中心主任，研究方向主要集中于政治学理论和当代中国政治。周光辉还兼任中国政治学会副会长、教育部高等学校政治学学科教学指导委员会副主任委员等职，曾入选2011年度中国教育部长江学者特聘教授。